# La Curte, Bistrița-Năsăud
La Curte este un sat în comuna Sânmihaiu de Câmpie din județul Bistrița-Năsăud, Transilvania, România.